# Karam Mustafayev
Karam Nariman oglu Mustafayev (en azerí: Kərəm Nəriman oğlu Mustafayev; Sharur, 1 de julio de 1962) es Viceministro de Defensa de la República de Azerbaiyán - Comandante de las Armas Combinadas Independientes.

## Biografía
Karam Mustafayev nació el 1 de julio de 1962 en Sharur. 
En 1983 se graduó de la Escuela Militar Superior de Azerbaiyán. En 2002 se graduó de la Universidad Estatal de Najicheván. También estudió en la Academia Militar de las Fuerzas Armadas de Azerbaiyán y se graduó en 2006.
En 1983-1992 sirvió en las Fuerzas Armadas de la Unión Soviética. Desde 1992 sirvió en las Fuerzas Armadas de Azerbaiyán.
El 14 de mayo de 2014 fue nombrado Viceministro de Defensa de la República de Azerbaiyán - Comandante de las Armas Combinadas Independientes. El 25 de junio de 2020,  por la orden del Presidente de Azerbaiyán, Karam Mustafayev recibió el rango militar coronel general.

## Premios y títulos
- Orden de la Bandera de Azerbaiyán (2003)
- Medalla al Mérito Militar (Azerbaiyán) (2006)
- Orden "Por la Patria" (2009)
- Orden "Por el servicio a la patria" (2011)
- Orden "Por el servicio a la patria" (2014)
- Orden “Rashadat” (2018)[3]